# 約瑟夫·史克來芬
約瑟夫·史克來芬（Joseph M. Scriven，1819年9月10日—1886年8月10日），出生在愛爾蘭的都柏林。畢業於都柏林的三一學院，並在那裡接受了普利茅斯弟兄會（Plymouth Brethren）的信仰教導。他是眾所週知、為人慈善並虔誠的基督徒；無論是金錢或衣物，他都不吝惜地給予比自己更需要的人。在他將近67歲之時，在安大略湖中溺斃。

## 生平
1845年他的未婚妻在他們將結婚前一夜因船難遇難。為了撫平傷痛，他移民到加拿大。他再在那裡戀愛，就在準備結婚之時，女友又因肺炎而一病不起。之後，他將餘生致力在幫助其他人。1886年10月10日晚上他與朋友相聚之後即告失蹤，第二天在希望港附近尋獲了他的屍體。
他有一封安慰他的母親的信，其中詩文被改編成著名的《恩友歌》讚美詩。

## 紀念碑
他的墳墓上有一塊高方尖碑刻上他所作的《恩友歌》，及以下題字：
由愛他詩歌之人，將他所作詩歌儁刻樹立於此，表達眾人對約瑟夫·史克來芬的最大懷念。1819年9月10日出生於愛爾蘭的西派翠，1844年移居加拿大，1886年8月10日安息於別來之萊斯湖，現安葬在此地。清心的人有福了！因為他們必得見神。